# XA-14攻擊機
Curtiss XA-14是一架於1930年代製造的飛機。該機是美國陸軍航空兵團第一架多引擎攻擊機，速度與當時的追擊機一樣快。

## 發展
該機最初的編號為Curtiss Model 76，並採用兩具XR-1510星形發動機。在美國陸軍航空兵團評估後，Model 76送返柯蒂斯並配備了兩具775hp(578kW)萊特R-1670-5旋風發動機，配備兩位變距螺旋槳。陸軍接受這種配置，並給予其編號XA-14。 它具有標準陸軍標記，序號為 36-146。 It had standard Army markings with the serial number 36-146.
Model 76採用全金屬結構，具有橢圓形截面的半硬殼式機身，綽號為「鉛筆纖細」。XA-14經過了廣泛的測試，其中一項是在機頭安裝了一門37mm(1.457in)火砲。
1936年7月，13架裝配兩具850hp(630kW)賴特 R-1820-47 Cyclone9缸星形發動機的版本取名為Y1A-18。